# Gothems distrikt
Gothems distrikt är ett distrikt i Gotlands kommun och Gotlands län. 
Distriktet ligger på östra delen av Gotland.

## Tidigare administrativ tillhörighet
Distriktet inrättades 2016 och utgörs av socknen Gothem.
Området motsvarar den omfattning Gothems församling hade vid årsskiftet 1999/2000.